# Кореспонденція
Кореспонденція — (фр. correspondance, нім. correspondentz) — взаємне листування.
1. Документи, які представляють собою листування між фізичними або юридичними особами.
2. Жанр журналістики, який відноситься до аналітичних. У своїх нотатках і репортажах кореспонденти повідомляють про поточні ситуації і факти, а також про їх розвиток.
3. Кореспонденція рахунків — один з методів бухгалтерського обліку, який являє собою ведення подвійного запису кожної операції[1].